# Peter Polkander-syndromet
Peter Polkander-syndromet är en skämtsam beteckning för ett fenomen inom TV-frågesporter. Det består i att en och samma person eller ett och samma lag vinner ett stort antal avsnitt i följd i en frågesport. Följden blir ibland att man begränsar antalet avsnitt som en person/ett lag får medverka i.

## Peter Polkander
Peter Polkander (född 1940) är en synskadad man från Solna, som medverkade i TV-programmet Notknäckarna 1987. Hans musiköra och omfattande kunskaper inom musik gjorde att han efter endast ett fåtal toner hörde vilken melodi som spelades, och därför vann fem program i följd den aktuella säsongen.

## I andra program
Motsvarande situation har senare uppstått i program som På spåret, där Björn Hellberg och Mats Strandberg efter fyra raka segrar (tillsammans med Bengt Grive tre gånger och Joakim Nyström en gång) inte längre fick deltaga i tävlingen. 
Även Supersvararna och Minnesmästarna har valt att använda sig av en begränsning i antalet program/omgångar som en deltagare kan vara med i för att inte råka ut för "Peter Polkander-syndromet".
Kulturfrågan Kontrapunkt har infört att lagen blir stormästare om lagen vunnit tre säsonger. Lag Ebba Witt-Brattström gick obesegrade genom båda de första säsongerna och blev sedan stormästare. 